# 小行星7348
小行星7348（英語：7348）是一颗围绕太阳公转的小行星。1993年3月21日，UESAC在拉西拉天文台发现了此天体。
这颗小行星的绝对星等为151.23842等。